# Carla Thomas (cantante)
Carla Thomas, pseudonimo di Carla Venita Thomas (Memphis, 21 dicembre 1942), è una musicista statunitense.
Nasce a Memphis - Tennessee, figlia di Rufus Thomas, già noto cantante, attore e dj radiofonico.

## Biografia
Thomas è nata e cresciuta nei Foote Homes Projects a Memphis, Tennessee, Stati Uniti. Insieme ai suoi fratelli, Marvell e Vaneese, era una dei tre figli musicali di Rufus e Lorene Thomas. Nonostante fosse cresciuta nei progetti, la famiglia Thomas viveva vicino al Palace Theatre in Beale Street, poiché Rufus era il maestro delle cerimonie (MC) del teatro per i loro spettacoli amatoriali. Questo accesso non solo ha dato a Thomas il suo primo assaggio del mondo della musica, ma ha anche fornito un trampolino di lancio per la sua trasformazione nella Regina del Memphis Sound.
A Memphis, la stazione radio WDIA incentrata sugli afroamericani sponsorizzava un gruppo musicale rotante di studenti delle scuole superiori chiamato Teen Town Singers; alunni degni di nota includono Anita Louis e Isaac Hayes. Sebbene i requisiti per entrare a far parte dei Teen Town Singers stabilissero che la persona doveva essere in età scolare, Thomas divenne membro nel 1952 all'età di 10 anni. Riuscì a entrare di nascosto nei loro ranghi grazie al fatto che suo padre Rufus era un personalità in onda per la stazione radio. Questa opportunità con i Teen Town Singers però non è stata priva di svantaggi.
Thomas era responsabile non solo di frequentare le lezioni e completare i compiti, ma doveva anche assistere alle prove il mercoledì e il venerdì dopo la scuola e poi esibirsi alla stazione il sabato. Tuttavia, nonostante questo programma faticoso, a Thomas è piaciuta molto l'esperienza. Secondo lei, "è stato molto divertente, lo è stato davvero". È rimasta con i Teen Town Singers fino alla fine del suo ultimo anno.
Esordisce in duetto con il padre nel 1960 con il successo regionale di Cause I Love You, quando la Stax Records si chiama ancora Satellite Records. L'anno successivo, da matricola all'università di Nashville, compone il suo singolo d'esordio solista: Gee Whiz, successo da top 10 sia nelle charts di R'n'B che in quelle pop. A causa della sua fede nel potenziale della canzone, Rufus tornò a Memphis e nell'estate del 1960, Thomas tagliò la canzone d'amore per adolescenti che scrisse quando aveva solo 15 anni. Nell'ottobre del 1960, con poco clamore.
Tuttavia, nel febbraio 1961, grazie a un accordo di distribuzione stipulato tra Satellite e Atlantic Records, la canzone fu distribuita a livello nazionale attraverso Atlantic proprio mentre Thomas era nel bel mezzo del suo primo anno alla Tennessee A&I University di Nashville. Il successo del singolo ha anche spinto Thomas sotto i riflettori, mentre si esibiva su American Bandstand. Secondo Thomas, "Il disco aveva un suono giovane, romantico ed esprimeva ciò che molte persone volevano dire a quell'età, ma comunque sono rimasto sorpreso da quanto bene fosse". Questa canzone non solo ha fornito un trampolino di lancio per il primo album di Thomas, ma ha anche dato alla Stax Records visibilità nazionale e riconoscimento dell'etichetta.
Carla Thomas dal 1965 in poi è una delle punte di diamante della Stax Records capitanata dai fratelli Jim Stewart e Estelle Axton, i suoi dischi ospitano la lussuosa house-band di casa Stax, Booker T. & the M.G.'s (a loro si aggiungerà saltuariamente Isaac Hayes), e la gloriosa sezione fiati dei The Mar-Keys. Nel 1967 ha duettato con il celebre cantante di musica soul Otis Redding, prima della morte di quest'ultimo.
Dopo la sua ultima registrazione degli Stax nel 1971, Love Means ..., e un'apparizione a Wattstax nel 1972, Thomas è scivolata in una relativa oscurità rispetto al suo periodo d'oro musicale degli anni '60. Tuttavia, è stata protagonista di numerosi progetti moderni, tra cui una compilation del 1994 dei suoi più grandi successi, una registrazione dal vivo del 2002 di una performance di Memphis e l'uscita del 2007' Live at the Bohemian Caverns a Washington, un live perduto da tempo, registrazione di Thomas nel 1967. Durante gli anni '80 faceva anche tournée occasionali e fu fortemente coinvolta nel programma “Artists in the Schools” che forniva agli scolari di Memphis l'accesso ad artisti di successo. Questi seminari sono stati organizzati per parlare agli adolescenti di musica, arti dello spettacolo e abuso di droghe. Nel 1991 è apparsa con il padre al Porretta Terme Soul Festival. Nel 1993, Thomas è stata insignita del prestigioso Pioneer Award, insieme a pesi massimi della musica come James Brown e Solomon Burke, dalla Rhythm & Blues Foundation in onore dei suoi successi in carriera. È stata anche descritta nel documentario del 2003 Only the Strong Survive, che è stato mostrato al Festival di Cannes e ha presentato importanti artisti di registrazione Stax.

## Discografia

### Album
- 1961 – Gee Whiz (Atlantic Records, LP/SD 8057)
- 1966 – Comfort Me (Stax Records, SD 706)
- 1966 – Carla (Stax Records, SD 709)
- 1967 – King & Queen (Stax Records, S 716)
- 1967 – The Queen Alone (Stax Records, S 718)
- 1969 – Memphis Queen (Stax Records, STS 2019)
- 1969 – The Best of Carla Thomas (Atlantic Records, SD 8232) Raccolta
- 1971 – "Love Means..." (Stax Records, STS 2044)
- 1994 – Sugar (Stax Records, STX-8587) Raccolta
- 1994 – Gee Whiz: The Best of Carla Thomas (Rhino Records, R2 71633) Raccolta
- 1997 – Gee Whiz and Others Hits (Flashback Records, R2 72669) Raccolta
- 2001 – Live in Memphis (Memphis International Records, DOT 0202) Live, a nome Carla Thomas and Friends
- 2002 – The Memphis Princess: Early Recordings 1960-1962 (Jasmine Records, JASCD 987) Raccolta
- 2006 – Stax Profiles (Stax Records, STXCD-8621-2) Raccolta
- 2007 – Live at the Bohemian Caverns (Stax Records, STXCD-30328) Live
- 2017 – Stax Classics (Stax Records, 081227940607) Raccolta

### Singoli
- 1960 – Gee Whiz (Look at His Eyes)/For You (Satellite Records, 104)
- 1960 – Gee Whiz (Look at His Eyes)/For You (Atlantic Records, 2086)
- 1961 – A Love of My Own/Promises (Atlantic Records, 2101)
- 1961 – Wish Me Good Luck/In Your Spare Time (Atlantic Records, 2113)
- 1962 – The Masquerade Is Over/I Kinda Think He Does (Atlantic Records, 2132)
- 1962 – I Bring It on Home to You/I Can't Take It (Atlantic Records, 2163)
- 1963 – What a Fool I've Been/The Life I Live (Atlantic Records, 2189)
- 1963 – Gee Whiz, It's Christmas/All I Want for Christmas Is You (Atlantic Records, 2212)
- 1964 – I've Got No Time to Lose/A Boy Named Tom (Atlantic Records, 2238)
- 1964 – A Woman's Love/Don't Let the Love Light Leave (Atlantic Records, 2258)
- 1964 – That's Really Some Good/Night Time Is the Right Time (Stax Records, 151) con Rufus Thomas
- 1965 – How Do You Quit (Someone You Love)/The Puppet (Atlantic Records, 2272)
- 1965 – Stop! Look What You're Doing/Every Ounce of Stengh (Stax Records, 172)
- 1966 – Comfort Me/I'm for You (Stax Records, 183)
- 1966 – Let Me Be Good to You/Another Night Without My Man (Stax Records, 188)
- 1966 – B-A-B-Y/What Have You Got to Offer Me (Stax Records, 195)
- 1966 – All I Want for Christmas Is You/Winter Snow (Stax Records, 206)
- 1967 – Something Good (Is Going to Happen to You)/It's Starting to Grow (Stax Records, 207)
- 1967 – Unchanging Love/When Tomorrow Comes (Stax Records, 214)
- 1967 – Tramp/Tell It Like It Is (Stax Records, 216) con Otis Redding
- 1967 – I'll Always Have Faith in You/Stop Thief (Stax Records, 222)
- 1967 – Knock on Wood/Let Me Be Good to You (Stax Records, 228) con Otis Redding
- 1967 – Pick Up the Pieces/Separation (Stax Records, 239)
- 1968 – Lovey Dovey/New Year's Resolution (Stax Records, 244) con Otis Redding
- 1968 – A Dime a Dozen/I Want You Back (Stax Records, 251)
- 1968 – I've Fallen in Love/Where Do I Go (Stax Records, 0011)
- 1969 – I Like What You're Doing (To Me)/Strung Out (Stax Records, 0024)
- 1969 – Just Keep on Loving Me/My Love (Stax Records, 0042) con Johnnie Taylor
- 1969 – I Need You Woman/I Can't Stop (Stax Records, 044) con William Bell
- 1969 – When Something Is Wrong with My Baby/Ooh Carla, Ooh Otis (Atco Records, 6665) con Otis Redding
- 1970 – Guide Me Well/Some Other Man (Is Beating Your Time) (Stax Records, 0056)
- 1970 – The Time for Love Is Anytime/Living in the City (Stax Records, 0061)
- 1970 – Al I Have to Do Is Dream/Leave the Girl Alone (Stax Records, 0067) con William Bell
- 1970 – Hi De Ho (That Old Sweet Roll)/I Loved You Like I Love My Very Life (Stax Records, 0080)
- 1972 – You've Got a Cushion to Fall On/Love Means (You Never Have to Say You're Sorry) (Stax Records, 0113)
- 1972 – Sugar/You've Got a Cushion to Fall On (Stax Records, 0133)
- 1972 – I May Not Be All You Want/Sugar (Stax Records, 0149)
- 1973 – I Have a God Who Loves/Love Among People (Stax Records, 0173)